# Arrondissement de Poligny
L'arrondissement de Poligny est un ancien arrondissement français du département du Jura. Il fut créé le 17 février 1800 et supprimé le 10 septembre 1926. Les cantons revinrent à l'arrondissement de Lons-le-Saunier.

## Composition
Il comprenait les cantons de Arbois, Champagnole, Nozeroy, les Planches, Poligny, Salins et Villers-Farlay.

## Sous-préfets
| Période           | Période           | Identité                | Fonction précédente                                  | Observation                                                           |
| ----------------- | ----------------- | ----------------------- | ---------------------------------------------------- | --------------------------------------------------------------------- |
|                   |                   |                         |                                                      |                                                                       |
| 15 janvier 1878   | 7 juillet 1879    | Armand Hébert           |                                                      | Nommé sous-préfet de Sarlat                                           |
| 7 juillet 1879    | 12 janvier 1880   | Jean Émion              | Sous-préfet de Cosne                                 | Nommé sous-préfet de Nantua                                           |
| 12 janvier 1880   | 6 novembre 1881   | Louis Liégey            |                                                      | Nommé sous-préfet de Dole                                             |
| 6 novembre 1881   | 5 octobre 1888    | Louis Chenot            |                                                      | Nommé secrétaire général de la préfecture du Territoire-de-Belfort    |
| 5 octobre 1888    | 12 septembre 1894 | Charles Germont         | Secrétaire général de la préfecture des Hautes-Alpes | Nommé sous-préfet de Sancerre                                         |
| 12 septembre 1894 | 19 juillet 1898   | Clément Bonhoure        | Sous-préfet de Sisteron                              | Nommé sous-préfet de Saint-Amand                                      |
| 19 juillet 1898   | 5 septembre 1904  | Charles Stromeyer       | Sous-préfet d'Avallon                                | Nommé conseiller de préfecture de Seine-et-Oise                       |
| 5 septembre 1904  | 3 novembre 1906   | Michel Maestracci       | Conseiller de préfecture de la Gironde               | Nommé sous-préfet de Clermont                                         |
| 3 novembre 1906   | 19 décembre 1910  | Félix Lamy              | Sous-préfet de Forcalquier                           | Nommé sous-préfet de Dreux                                            |
| 19 décembre 1911  | 17 janvier 1914   | Georges Roussillon      | Sous-préfet de Briançon                              | Nommé secrétaire général de la préfecture de la Haute-Vienne          |
| 17 janvier 1914   | 15 juillet 1914   | Augustin Dubois         | Sous-préfet de Remiremont                            | Nommé sous-préfet de Condom                                           |
| 15 juillet 1914   | 8 juin 1918       | Jacques Baudet-Varennes | Sous-préfet de Nantua                                | Nommé sous-préfet de Béziers                                          |
| 8 juin 1918       | 6 août 1918       | Maurice Barré           | Sous-préfet de Semur                                 | Nommé sous-préfet de Dole                                             |
| 17 août 1918      | 12 novembre 1918  | Pierre Antoine          | Sous-préfet d'Yssingeaux                             | Nommé sous-préfet d'Avesnes                                           |
|                   |                   |                         |                                                      |                                                                       |
| 3 mars 1919       | 17 août 1923      | Louis Baltié            | Mobilisé                                             | Nommé conseiller de préfecture de Seine-et-Marne                      |
|                   |                   |                         |                                                      |                                                                       |
| 8 septembre 1924  | 22 septembre 1926 | Philibert Dupard        | Sous-préfet de Murat                                 | Rattaché à la préfecture du Jura à la fermeture de la sous-préfecture |

## Liens
- L'ALMANACH IMPÉRIAL POUR L'ANNÉE 1810 - CHAPITRE X: Organisation administrative